# Бартрам, Николай Дмитриевич
Николай Дмитриевич Бартрам (24 августа [5 сентября] 1873, Семёновка, Курская губерния  ― 13 июля 1931, Москва) ― искусствовед, музейный деятель, коллекционер.

## Биография
Родился в семье художника-акварелиста Дмитрия Эрнестовича Бартрама. У отца была небольшая домашняя мастерская, где Дмитрий Эрнестович вытачивал игрушки. Николай ещё в раннем возрасте научился мастерить и рисовать.
Учился в Московском училище живописи, ваяния и зодчества (1889—1891), но из-за слабого здоровья вернулся домой. Там организовал учебную мастерскую по изготовлению деревянных игрушек, которой руководил 10 лет. Стал изучать историю русской игрушки, что привело его к знакомству с трудами историка И. Е. Забелина и этнографа В. Н. Харузиной, а затем и с ними самими.
Н. Бартрам начал собирать впоследствии значительно разросшуюся коллекцию отечественных и зарубежных игрушек. Вместе с игрушками он привозил из поездок по губерниям пояса, старинные женские платки, сарафаны, предметы быта.
В 1900—1903 годах Бартрам проехал по Европе. Побывал почти во всех игрушечных мастерских, привезя в Россию чемоданы кукол, солдатиков, игрушечных животных. Вспоминая их московскую квартиру в Калашном переулке, дочь Бартрама А. Н. Изергина пишет:

Деревянная, неполированная, с геометрической резьбой мебель из семеновской мастерской, тахта, обшитая домотканым сукном, на ней подушки из набойки и китайки; на стенах лубки: «Бабелина — героиня Греции», «Как мыши кота хоронили», «Лестница жизни» и др.; висячие витрина и шкаф с игрушками: сергиевскими, богородскими, вятскими, городецкими, немецкими, японскими и многими другими. Они притягивали нас, детей, как все необычное, сказочное. На резной висящей полке стоял большой поливной зелёно-синий кувшин из Скопина, необычной формы, с носом не то птицы, не то зверя.
Кроме прочего, собирал нэцке ― японские статуэтки, предметы детской жизни: учебники, тетради, детскую посуду.
С 1904 года Бартрам — художник Московского губернского земства, заведующий художественным отделом Кустарного музея (1904—1917). Им организована при музее мастерская игрушек, где изготавливали кукол с фарфоровыми головками в русских народных костюмах.
Бартрам первым в России подал идею архитектурной игрушки. Сделав архитектурные обмеры исторических объектов, он создал игрушки «Красные ворота», «Сторожевая башня», «Сухарева башня», «Люди XIX века», композиции «Городок XVII века», «Уголок старой Москвы».
Известный искусствовед Александр Бенуа писал в журнале «Аполлон»: «Теперь в Москве затеяли спасти производство народных игрушек, ибо, действительно, оно падает, вымирает, теснимое фабричной дешёвкой… Бартрам, стоящий во главе этого дела, такой прелестный фанатик идеи, такой труженик, такой знаток, такой художник, ему уже удалось столько сделать, что я не могу не желать ему и дальнейших успехов».
А. Н. Изергина вспоминала: «Знаешь, ― говорил он ― ведь каждая игрушка ― это зеркало жизни человеческой… Если все имеющиеся у меня игрушки систематизировать, можно даже из них создать экспозицию небольшого Музея игрушки. Вот будет здорово! Будут приходить детишки, можно будет вести за ними наблюдения, поставить научную работу!»
В 1912 году женился на Евдокии Ивановне Лосевой (1880—1936), ставшей на долгие годы его соратницей.
В 1918 году по инициативе Бартрама в Москве открылся Музей игрушки. Экспозиция сначала находилась в четырёхкомнатной квартире Бартрама на Смоленском бульваре и постепенно пополнялась игрушками и детскими предметами из национализированных усадеб. Бартраму удалось собрать внушительную коллекцию детских портретов XVIII—XIX вв.
Н. Д. Бартрам был назначен председателем Союза работников декоративного искусства и художественной промышленности (1916—1920), заведующим Комиссии декоративного искусства Коллегии Главмузея Наркомпроса. Являлся членом Комиссии по охране памятников искусства и старины Наркомпроса. Был избран действительным членом Государственной академии художественных наук. С 1927 года принимал участие в составлении «Технической энциклопедии» под редакцией Л. К. Мартенса, автор статей по тематике «народное искусство».
В 1924 году Музею игрушки отдали особняк Хрущёвых-Селезнёвых на Пречистенке (ныне там Государственный музей А. С. Пушкина). По свидетельству современников, музей уступал по посещаемости лишь Третьяковской галерее. Директором по-прежнему оставался Н. Бартрам. Позже музей перевели в подмосковный Сергиев Посад.
Умер 13 июля 1931 года. Похоронен на Новодевичьем кладбище на участке № 2 , ряд 7. Рядом с ним похоронена дочь — Мария Николаевна Бартрам (1902—1979), художник-прикладник.

## Сочинения
- Игрушечный промысел в Московской губернии // Кустарная промышленность России. — СПб., 1913. — Т. 1.
- Музей игрушки. ― М., 1928.